# Echinoaesalus barriesi
Echinoaesalus barriesi is een keversoort uit de familie vliegende herten (Lucanidae). De wetenschappelijke naam van de soort is voor het eerst geldig gepubliceerd in 1993 door Zelenka.